# Hubert Kuzdas

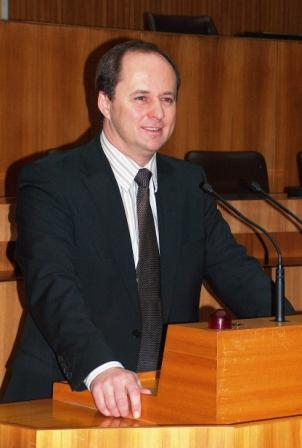
Hubert Kuzdas

Hubert Kuzdas (* 20. Oktober 1961 in Pellendorf, Niederösterreich) ist ein österreichischer Politiker der sozialdemokratischen Partei (SPÖ). Er war vom 30. Oktober 2006 bis zum 31. August 2015 knapp neun Jahre lang Abgeordneter zum Österreichischen Nationalrat.

## Karriere
Ab 1975 besuchte Hubert Kuzdas den Zweig Maschinenbau der Höheren Technischen Bundeslehranstalt Schellinggasse in Wien, an welcher er 1981 maturierte. An der Wirtschaftsuniversität Wien absolvierte er ein Betriebswirtschafts-Studium, welches er als Magister abschloss.
Nach dem Ausscheiden aus dem Nationalrat wurde Kuzdas mit 1. September 2015 Mitarbeiter der Abteilung Corporate Affairs bei der ÖBB Holding, anschließend Regionalmanager bei der Österreichischen Postbus AG.

## Politischer Werdegang
Kuzdas war Gründungsmitglied und Vorsitzender der Jungen Generation der SPÖ in Pellendorf bis 1983. Von 1990 bis 1996 war er Mitglied des Zentralausschusses und des Gewerkschaftsvorstandes der Gewerkschaft der Post- und Fernmeldebediensteten. Seit 1994 ist er Vorsitzender der SPÖ Gaweinstal, seit 1995 geschäftsführender Gemeinderat und Fraktionsvorsitzender, ab 1997 Bezirksbildungsvorsitzender im Bezirk Mistelbach. Außerdem ist er Vortragender in der Kommunalpolitischen Akademie der SPÖ NÖ.
Am 30. Oktober 2006 wurde er zum Nationalrat angelobt. Des Weiteren war Kuzdas bis Mai 2011 Vorsitzender der Volkshilfe im Bezirk Mistelbach. Seit 21. November 2008 ist Kuzdas auch Vorsitzender der Sozialdemokratischen Partei im Bezirk Mistelbach. Nachdem die SPÖ bei der Nationalratswahl am 29. September 2013 Stimmenverluste hinnehmen musste, schaffte es Kuzdas nicht, ein Mandat zu erhalten und schied so kurzfristig aus dem Nationalrat aus.
Nach der Angelobung der Regierungsmitglieder konnte Hubert Kuzdas jedoch am 17. Dezember 2013 auch im Nationalrat der 25. Legislaturperiode wieder ein Mandat als Nachrücker-Kandidat einnehmen. Dieses behielt er bis zu seinem freiwilligen Ausscheiden aus der aktiven Bundespolitik am 31. August 2015.

## Politische Funktionen im Nationalrat
Hubert Kuzdas war in der XXIV. Gesetzgebungsperiode in folgenden Ausschüssen tätig:
- Mitglied Ausschuss für Wirtschaft und Industrie
- Mitglied Budgetausschuss
- Mitglied Hauptausschuss und EU-Hauptausschuss
- Mitglied Tourismusausschuss
- Mitglied Unterausschuss des Budgetausschusses: Bundesfinanzgesetze 2009 und 2010
- Ersatzmitglied im Rechnungshofausschuss, Ausschuss für Menschenrechte, Finanzausschuss, Landesverteidigungsausschuss, Verkehrsausschuss, Ständiger Unterausschuss des Budgetausschusses

XXIII. Gesetzgebungsperiode:
- Mitglied im Budgetausschuss
- Mitglied im Ausschuss für Wirtschaft und Industrie
- Mitglied im Tourismusausschuss
- Mitglied im Umweltausschuss
- Ersatzmitglied im Verkehrsausschuss, Gesundheitsausschuss, Rechnungshofausschuss und dem Ausschuss für Forschung, Innovation und Technologie.